# 14e étape du Tour d'Italie 2019
Pour un article plus général, voir Tour d'Italie 2019.
La 14e étape du Tour d'Italie 2019 se déroule le samedi 25 mai 2019, entre Saint-Vincent et Courmayeur, sur une distance de 131 km.

## Parcours
La 14e étape relie Saint-Vincent à Courmayeur avec cinq ascensions, notamment la montée de Verrogne, le Truc d'Arbe et l'ascension la plus dure de la journée, le Colle San Carlo et ses 1 951 mètres d'altitude avant une longue descente et une dernière ascension longue de 8 kilomètres jusqu'à l’arrivée.

## Déroulement de la course
Le peloton, composé de 151 coureurs, passe le km 0 à 13 h 13. Après une descente, les coureurs arrivent dans la première montée du jour où Cesare Benedetti et Marco Haller prennent quelques longueurs d'avance. Peio Bilbao est à le premier à sortir puis Simon Yates attaque une première puis une seconde fois suivi par Primož Roglič et Richard Carapaz. Le trio revient facilement sur la tête mais les autres favoris recollent. Au sommet, Giulio Ciccone prend les points. Une autre échappée se forme avec Christopher Juul Jensen, Mattia Cattaneo, Fausto Masnada, Giulio Ciccone, Andrey Amador, Hugh Carthy, Iván Sosa et Lucas Hamilton. Dans la seconde ascension, Tony Gallopin sort avec Hubert Dupont suivi par Ion Izagirre et Damiano Caruso pour tenter de rentrer sur les échappés. Giulio Ciccone passe encore en tête au sommet. Dans le Truc d'Arbe (8,2 km à 7 %), les deux groupes se reforment mais perdent du temps sur les favoris. Giulio Ciccone passe une nouvelle fois au sommet en première position. Tony Gallopin crève dans la descente mais réussit à revenir.
Le terrible Colle San Carlo débute. Vincenzo Nibali attaque le premier mais est rattrapé rapidement. Miguel Ángel López attaque et Damiano Caruso fait l'effort pour la Bahrain-Merida et reprend les coureurs à l'avant. Richard Carapaz attaque et personne ne le suit. Il passe avec 30 secondes d'avance au sommet. Vincenzo Nibali passe à l'attaque au sommet et fait le forcing dans la descente mais Mikel Landa, Rafał Majka et Primož Roglič restent au contact. Sur le plat, les favoris s'observent et Richard Carapaz creuse l'écart. Simon Yates revient sur le groupe Roglič et contre. Dans cette montée, Richard Carapaz augmente encore l'écart et s'impose à Courmayeur avec plus de 1 minute 30 d'avance sur Simon Yates et 1 minute 50 sur le groupe Roglič. Il prend par la même occasion le maillot rose de leader.

## Résultats

### Classement de l'étape
| \| Classement de l'étape \| Classement de l'étape \| Classement de l'étape \| Classement de l'étape \| Classement de l'étape \| \| Coureur \| Coureur \| Pays \| Équipe \| Temps \| \| --------------------- \| --------------------- \| --------------------- \| --------------------- \| --------------------- \| \| 1er \| Richard Carapaz \| Équateur \| Movistar Team \| 4 h 02 min 23 s \| \| 2e \| Simon Yates \| Royaume-Uni \| Mitchelton-Scott \| + 1 min 32 s \| \| 3e \| Vincenzo Nibali \| Italie \| Bahrain-Merida \| + 1 min 54 s \| \| 4e \| Rafał Majka \| Pologne \| Bora-Hansgrohe \| + 1 min 54 s \| \| 5e \| Mikel Landa \| Espagne \| Movistar Team \| + 1 min 54 s \| \| 6e \| Miguel Ángel López \| Colombie \| Astana \| + 1 min 54 s \| \| 7e \| Pavel Sivakov \| Russie \| Team Ineos \| + 1 min 54 s \| \| 8e \| Primož Roglič \| Slovénie \| Team Jumbo-Visma \| + 1 min 54 s \| \| 9e \| Joe Dombrowski \| États-Unis \| EF Education First \| + 1 min 54 s \| \| 10e \| Damiano Caruso \| Italie \| Bahrain-Merida \| + 2 min 01 s \| |                    |             |                    |                 |
| |                    |             |                    |                 |
| Source : ProCyclingStats |                    |             |                    |                 |
| Classement de l'étape |                    |             |                    |                 |
| Coureur | Coureur            | Pays        | Équipe             | Temps           |
| 1er | Richard Carapaz    | Équateur    | Movistar Team      | 4 h 02 min 23 s |
| 2e | Simon Yates        | Royaume-Uni | Mitchelton-Scott   | + 1 min 32 s    |
| 3e | Vincenzo Nibali    | Italie      | Bahrain-Merida     | + 1 min 54 s    |
| 4e | Rafał Majka        | Pologne     | Bora-Hansgrohe     | + 1 min 54 s    |
| 5e | Mikel Landa        | Espagne     | Movistar Team      | + 1 min 54 s    |
| 6e | Miguel Ángel López | Colombie    | Astana             | + 1 min 54 s    |
| 7e | Pavel Sivakov      | Russie      | Team Ineos         | + 1 min 54 s    |
| 8e | Primož Roglič      | Slovénie    | Team Jumbo-Visma   | + 1 min 54 s    |
| 9e | Joe Dombrowski     | États-Unis  | EF Education First | + 1 min 54 s    |
| 10e | Damiano Caruso     | Italie      | Bahrain-Merida     | + 2 min 01 s    |

## Classements à l'issue de l'étape

### Classement général
| \| Classement général \| Classement général \| Classement général \| Classement général \| Classement général \| \| Coureur \| Coureur \| Pays \| Équipe \| Temps \| \| ------------------ \| ------------------ \| ------------------ \| ------------------ \| ------------------ \| \| 1er \| Richard Carapaz \| Équateur \| Movistar Team \| 58 h 35 min 34 s \| \| 2e \| Primož Roglič \| Slovénie \| Team Jumbo-Visma \| + 7 s \| \| 3e \| Vincenzo Nibali \| Italie \| Bahrain-Merida \| + 1 min 47 s \| \| 4e \| Rafał Majka \| Pologne \| Bora-Hansgrohe \| + 2 min 10 s \| \| 5e \| Mikel Landa \| Espagne \| Movistar Team \| + 2 min 50 s \| \| 6e \| Bauke Mollema \| Pays-Bas \| Trek-Segafredo \| + 2 min 58 s \| \| 7e \| Jan Polanc \| Slovénie \| UAE Team Emirates \| + 3 min 29 s \| \| 8e \| Pavel Sivakov \| Russie \| Team Ineos \| + 4 min 55 s \| \| 9e \| Simon Yates \| Royaume-Uni \| Mitchelton-Scott \| + 5 min 28 s \| \| 10e \| Miguel Ángel López \| Colombie \| Astana \| + 5 min 30 s \| |                    |             |                   |                  |
| |                    |             |                   |                  |
| Source : ProCyclingStats |                    |             |                   |                  |
| Classement général |                    |             |                   |                  |
| Coureur | Coureur            | Pays        | Équipe            | Temps            |
| 1er | Richard Carapaz    | Équateur    | Movistar Team     | 58 h 35 min 34 s |
| 2e | Primož Roglič      | Slovénie    | Team Jumbo-Visma  | + 7 s            |
| 3e | Vincenzo Nibali    | Italie      | Bahrain-Merida    | + 1 min 47 s     |
| 4e | Rafał Majka        | Pologne     | Bora-Hansgrohe    | + 2 min 10 s     |
| 5e | Mikel Landa        | Espagne     | Movistar Team     | + 2 min 50 s     |
| 6e | Bauke Mollema      | Pays-Bas    | Trek-Segafredo    | + 2 min 58 s     |
| 7e | Jan Polanc         | Slovénie    | UAE Team Emirates | + 3 min 29 s     |
| 8e | Pavel Sivakov      | Russie      | Team Ineos        | + 4 min 55 s     |
| 9e | Simon Yates        | Royaume-Uni | Mitchelton-Scott  | + 5 min 28 s     |
| 10e | Miguel Ángel López | Colombie    | Astana            | + 5 min 30 s     |

| Classement par points | Classement par points | Classement par points | Classement par points       | Classement par points |
| Coureur               | Coureur               | Pays                  | Équipe                      | Points                |
| --------------------- | --------------------- | --------------------- | --------------------------- | --------------------- |
| 1er                   | Arnaud Démare         | France                | Groupama-FDJ                | 194 pts               |
| 2e                    | Pascal Ackermann      | Allemagne             | Bora-Hansgrohe              | 183 pts               |
| 3e                    | Richard Carapaz       | Équateur              | Movistar Team               | 72 pts                |
| 4e                    | Davide Cimolai        | Italie                | Israel Cycling Academy      | 50 pts                |
| 5e                    | Primož Roglič         | Slovénie              | Team Jumbo-Visma            | 49 pts                |
| 6e                    | Fausto Masnada        | Italie                | Androni Giocattoli-Sidermec | 45 pts                |
| 7e                    | Damiano Cima          | Italie                | Nippo-Vini Fantini-Faizanè  | 44 pts                |
| 8e                    | José Joaquín Rojas    | Espagne               | Movistar Team               | 44 pts                |
| 9e                    | Rüdiger Selig         | Allemagne             | Bora-Hansgrohe              | 38 pts                |
| 10e                   | Simon Yates           | Royaume-Uni           | Mitchelton-Scott            | 35 pts                |

| Classement par points | Classement par points | Classement par points | Classement par points       | Classement par points |
| Coureur               | Coureur               | Pays                  | Équipe                      | Points                |
| --------------------- | --------------------- | --------------------- | --------------------------- | --------------------- |
| 1er                   | Arnaud Démare         | France                | Groupama-FDJ                | 194 pts               |
| 2e                    | Pascal Ackermann      | Allemagne             | Bora-Hansgrohe              | 183 pts               |
| 3e                    | Richard Carapaz       | Équateur              | Movistar Team               | 72 pts                |
| 4e                    | Davide Cimolai        | Italie                | Israel Cycling Academy      | 50 pts                |
| 5e                    | Primož Roglič         | Slovénie              | Team Jumbo-Visma            | 49 pts                |
| 6e                    | Fausto Masnada        | Italie                | Androni Giocattoli-Sidermec | 45 pts                |
| 7e                    | Damiano Cima          | Italie                | Nippo-Vini Fantini-Faizanè  | 44 pts                |
| 8e                    | José Joaquín Rojas    | Espagne               | Movistar Team               | 44 pts                |
| 9e                    | Rüdiger Selig         | Allemagne             | Bora-Hansgrohe              | 38 pts                |
| 10e                   | Simon Yates           | Royaume-Uni           | Mitchelton-Scott            | 35 pts                |

| Classement de la montagne | Classement de la montagne | Classement de la montagne | Classement de la montagne   | Classement de la montagne |
| Coureur                   | Coureur                   | Pays                      | Équipe                      | Points                    |
| ------------------------- | ------------------------- | ------------------------- | --------------------------- | ------------------------- |
| 1er                       | Giulio Ciccone            | Italie                    | Trek-Segafredo              | 166 pts                   |
| 2e                        | Richard Carapaz           | Équateur                  | Movistar Team               | 64 pts                    |
| 3e                        | Ilnur Zakarin             | Russie                    | Katusha-Alpecin             | 42 pts                    |
| 4e                        | Gianluca Brambilla        | Italie                    | Trek-Segafredo              | 40 pts                    |
| 5e                        | Fausto Masnada            | Italie                    | Androni Giocattoli-Sidermec | 35 pts                    |
| 6e                        | Damiano Caruso            | Italie                    | Bahrain-Merida              | 31 pts                    |
| 7e                        | Primož Roglič             | Slovénie                  | Team Jumbo-Visma            | 30 pts                    |
| 8e                        | Iván Sosa                 | Colombie                  | Team Ineos                  | 30 pts                    |
| 9e                        | Mikel Nieve               | Espagne                   | Mitchelton-Scott            | 28 pts                    |
| 10e                       | Domenico Pozzovivo        | Italie                    | Bahrain-Merida              | 26 pts                    |

| Classement de la montagne | Classement de la montagne | Classement de la montagne | Classement de la montagne   | Classement de la montagne |
| Coureur                   | Coureur                   | Pays                      | Équipe                      | Points                    |
| ------------------------- | ------------------------- | ------------------------- | --------------------------- | ------------------------- |
| 1er                       | Giulio Ciccone            | Italie                    | Trek-Segafredo              | 166 pts                   |
| 2e                        | Richard Carapaz           | Équateur                  | Movistar Team               | 64 pts                    |
| 3e                        | Ilnur Zakarin             | Russie                    | Katusha-Alpecin             | 42 pts                    |
| 4e                        | Gianluca Brambilla        | Italie                    | Trek-Segafredo              | 40 pts                    |
| 5e                        | Fausto Masnada            | Italie                    | Androni Giocattoli-Sidermec | 35 pts                    |
| 6e                        | Damiano Caruso            | Italie                    | Bahrain-Merida              | 31 pts                    |
| 7e                        | Primož Roglič             | Slovénie                  | Team Jumbo-Visma            | 30 pts                    |
| 8e                        | Iván Sosa                 | Colombie                  | Team Ineos                  | 30 pts                    |
| 9e                        | Mikel Nieve               | Espagne                   | Mitchelton-Scott            | 28 pts                    |
| 10e                       | Domenico Pozzovivo        | Italie                    | Bahrain-Merida              | 26 pts                    |

| Classement du meilleur jeune | Classement du meilleur jeune | Classement du meilleur jeune | Classement du meilleur jeune | Classement du meilleur jeune |
| Coureur                      | Coureur                      | Pays                         | Équipe                       | Temps                        |
| ---------------------------- | ---------------------------- | ---------------------------- | ---------------------------- | ---------------------------- |
| 1er                          | Pavel Sivakov                | Russie                       | Team Ineos                   | 58 h 40 min 29 s             |
| 2e                           | Miguel Ángel López           | Colombie                     | Astana                       | + 35 s                       |
| 3e                           | Valentin Madouas             | France                       | Groupama-FDJ                 | + 8 min 15 s                 |
| 4e                           | Hugh Carthy                  | Royaume-Uni                  | EF Education First           | + 9 min 43 s                 |
| 5e                           | Giulio Ciccone               | Italie                       | Trek-Segafredo               | + 18 min 12 s                |
| 6e                           | Eddie Dunbar                 | Irlande                      | Team Ineos                   | + 20 min 55 s                |
| 7e                           | Ben O'Connor                 | Australie                    | Dimension Data               | + 26 min 05 s                |
| 8e                           | Iván Sosa                    | Colombie                     | Team Ineos                   | + 33 min 15 s                |
| 9e                           | Lucas Hamilton               | Australie                    | Mitchelton-Scott             | + 42 min 17 s                |
| 10e                          | Nans Peters                  | France                       | AG2R La Mondiale             | + 47 min 59 s                |

| Classement du meilleur jeune | Classement du meilleur jeune | Classement du meilleur jeune | Classement du meilleur jeune | Classement du meilleur jeune |
| Coureur                      | Coureur                      | Pays                         | Équipe                       | Temps                        |
| ---------------------------- | ---------------------------- | ---------------------------- | ---------------------------- | ---------------------------- |
| 1er                          | Pavel Sivakov                | Russie                       | Team Ineos                   | 58 h 40 min 29 s             |
| 2e                           | Miguel Ángel López           | Colombie                     | Astana                       | + 35 s                       |
| 3e                           | Valentin Madouas             | France                       | Groupama-FDJ                 | + 8 min 15 s                 |
| 4e                           | Hugh Carthy                  | Royaume-Uni                  | EF Education First           | + 9 min 43 s                 |
| 5e                           | Giulio Ciccone               | Italie                       | Trek-Segafredo               | + 18 min 12 s                |
| 6e                           | Eddie Dunbar                 | Irlande                      | Team Ineos                   | + 20 min 55 s                |
| 7e                           | Ben O'Connor                 | Australie                    | Dimension Data               | + 26 min 05 s                |
| 8e                           | Iván Sosa                    | Colombie                     | Team Ineos                   | + 33 min 15 s                |
| 9e                           | Lucas Hamilton               | Australie                    | Mitchelton-Scott             | + 42 min 17 s                |
| 10e                          | Nans Peters                  | France                       | AG2R La Mondiale             | + 47 min 59 s                |

| Classement par équipes | Classement par équipes | Classement par équipes | Classement par équipes |
| Équipe                 | Équipe                 | Pays                   | Temps                  |
| ---------------------- | ---------------------- | ---------------------- | ---------------------- |
| 1re                    | Movistar Team          | Espagne                | 175 h 55 min 50 s      |
| 2e                     | EF Education First     | États-Unis             | + 27 min 37 s          |
| 3e                     | Bahrain-Merida         | Bahreïn                | + 31 min 18 s          |
| 4e                     | Astana                 | Kazakhstan             | + 34 min 17 s          |
| 5e                     | Ineos                  | Royaume-Uni            | + 34 min 38 s          |
| 6e                     | Mitchelton-Scott       | Australie              | + 36 min 57 s          |
| 7e                     | Trek-Segafredo         | États-Unis             | + 44 min 18 s          |
| 8e                     | Bora-hansgrohe         | Allemagne              | + 48 min 20 s          |
| 9e                     | AG2R La Mondiale       | France                 | + 55 min 35 s          |
| 10e                    | Team Jumbo-Visma       | Pays-Bas               | + 1 h 07 min 12 s      |

| Classement par équipes | Classement par équipes | Classement par équipes | Classement par équipes |
| Équipe                 | Équipe                 | Pays                   | Temps                  |
| ---------------------- | ---------------------- | ---------------------- | ---------------------- |
| 1re                    | Movistar Team          | Espagne                | 175 h 55 min 50 s      |
| 2e                     | EF Education First     | États-Unis             | + 27 min 37 s          |
| 3e                     | Bahrain-Merida         | Bahreïn                | + 31 min 18 s          |
| 4e                     | Astana                 | Kazakhstan             | + 34 min 17 s          |
| 5e                     | Ineos                  | Royaume-Uni            | + 34 min 38 s          |
| 6e                     | Mitchelton-Scott       | Australie              | + 36 min 57 s          |
| 7e                     | Trek-Segafredo         | États-Unis             | + 44 min 18 s          |
| 8e                     | Bora-hansgrohe         | Allemagne              | + 48 min 20 s          |
| 9e                     | AG2R La Mondiale       | France                 | + 55 min 35 s          |
| 10e                    | Team Jumbo-Visma       | Pays-Bas               | + 1 h 07 min 12 s      |

## Abandons
- Sam Oomen (Sunweb) : abandon
- Enrico Barbin (Bardiani CSF) : abandon